# NGC 4038
NGC 4038 (również PGC 37967 lub UGCA 264) – galaktyka spiralna z poprzeczką (SBm), znajdująca się w gwiazdozbiorze Kruka w odległości 62 milionów lat świetlnych od Ziemi. Została odkryta 7 lutego 1785 roku przez Williama Herschela. NGC 4038 i sąsiednia NGC 4039 zostały skatalogowane jako Arp 244 w Atlasie Osobliwych Galaktyk Haltona Arpa, znane są też pod nazwą Galaktyki Czułki.

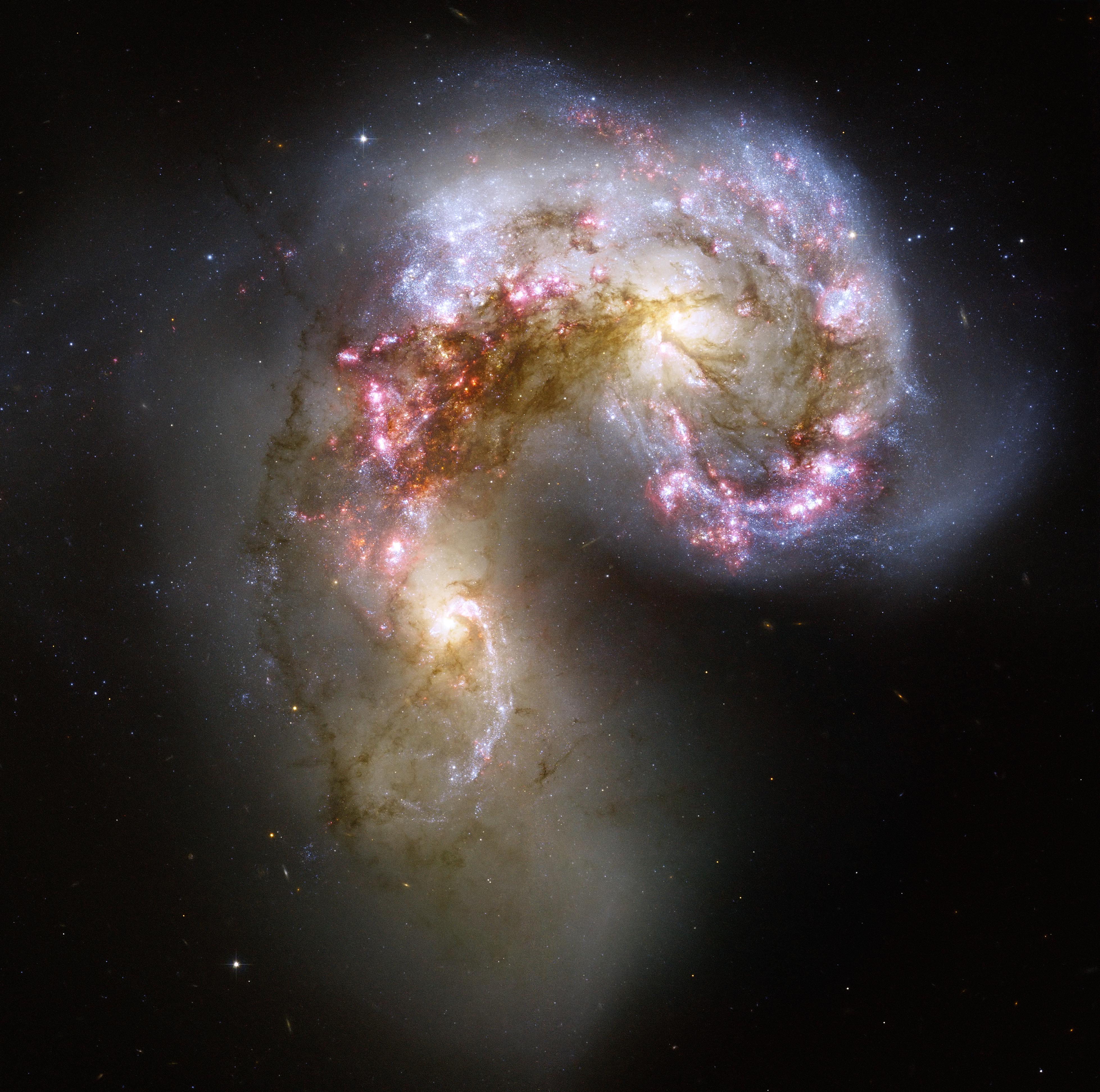
Zderzające się jądra galaktyk Antennae (Czułki), NGC 4038 znajduje się u góry, zdjęcie Teleskopu Hubble’a

Niezwykły kształt galaktyki NGC 4038 i sąsiedniej NGC 4039 jest skutkiem ich zderzenia. Te dwa systemy gwiezdne łączą się, a ich widok do złudzenia przypomina kształt serca. Zderzenie to rozpoczęło się ponad 100 milionów lat temu i trwa. Symulacje komputerowe przewidują, że dwie galaktyki spiralne połączą się w galaktykę eliptyczną w wyniku procesu, który ma trwać około miliarda lat. Zderzenie galaktyk zainicjowało powstanie milionów gwiazd w obłokach pyłu i gazu w obu galaktykach. Najmasywniejsze z nowo powstałych gwiazd zdążyły już zużyć zapas swojego paliwa jądrowego i eksplodowały jako supernowe. W galaktyce NGC 4038 zaobserwowano dotąd pięć supernowych: SN 1921A, SN 1974E, SN 2004gt, SN 2007sr i SN 2013dk.
NGC 4038 należy do grupy galaktyk NGC 4038 i jest jej najważniejszym członkiem.